# Chōsen gakkō

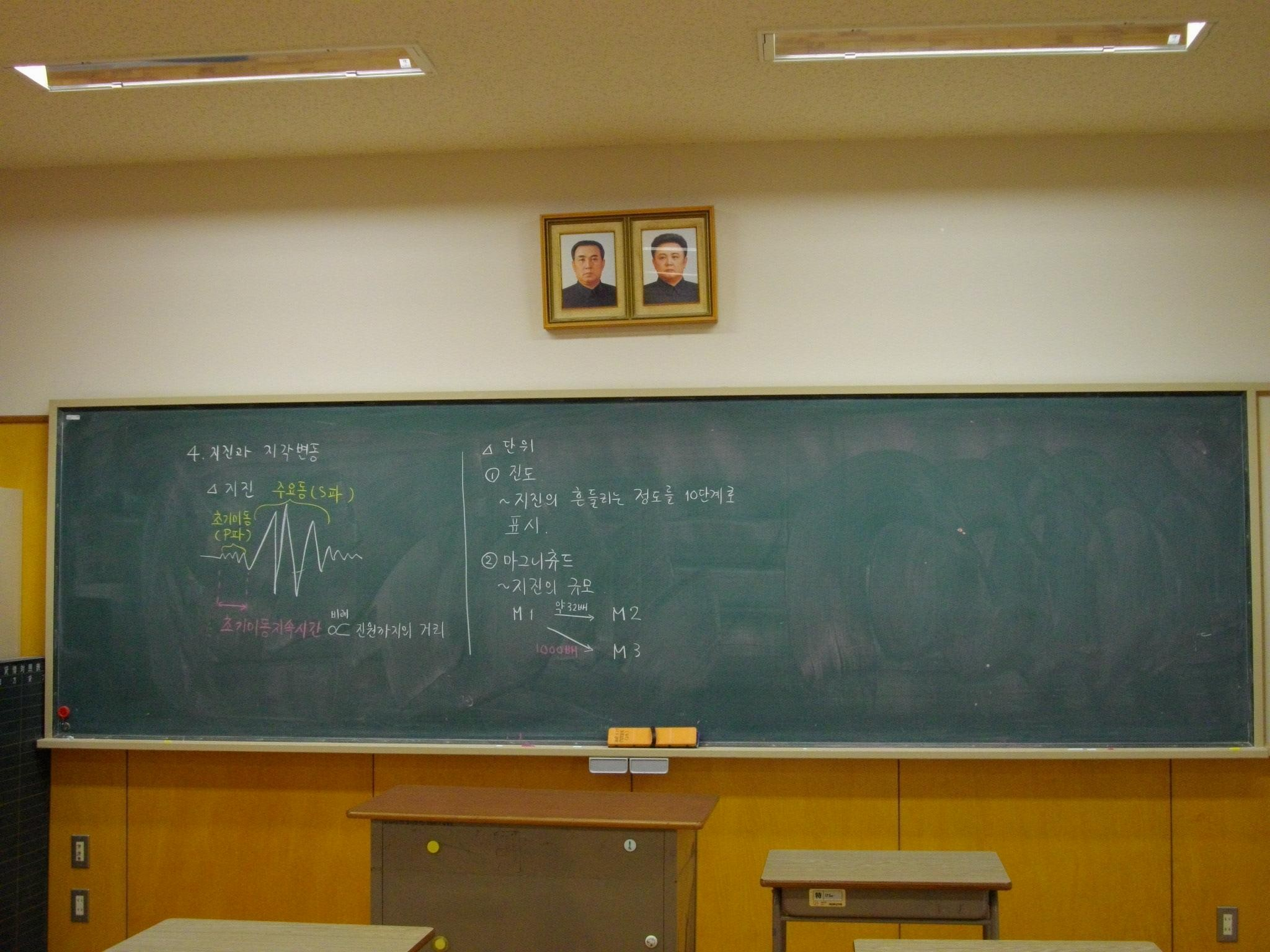
Un aula del Instituto Coreano de Tokio con fotografías de Kim Il-sung y Kim Jong-il

Las Chōsen gakkō (朝鮮学校?) son escuelas ubicadas en Japón en las que los estudiantes coreanos reciben educación. Están patrocinadas por Corea del Norte y Chongryon.
En el lado opuesto, las Kankoku gakkō (韓国 学校?) son escuelas coreanas patrocinadas por Corea del Sur y operadas por Mindan. Las Kankoku gakkō tienen menos estudiantes que las Chōsen gakkō, pero son reconocidas por los surcoreanos. Es probable que los coreanos que viven en Japón y apoyen a Corea del Sur asistan a una Kankoku gakkō. La mayoría de los coreanos que han vivido en Japón desde que nacieron, sin embargo, van a escuelas normales incluso si hay una Kankoku gakkō en su área.
En 2013, había 73 escuelas primarias de Corea del Norte y diez escuelas secundarias en el país nipón. En 2014, había unos 150.000 coreanos en Japón pro Corea del Norte, que forman la clientela de las escuelas norcoreanas. En 2013, las escuelas alineadas con Corea del Norte tenían casi 9000 estudiantes de etnia coreana. También hay una universidad alineada con Corea del Norte en el país, la Universidad de Corea.

## Historia

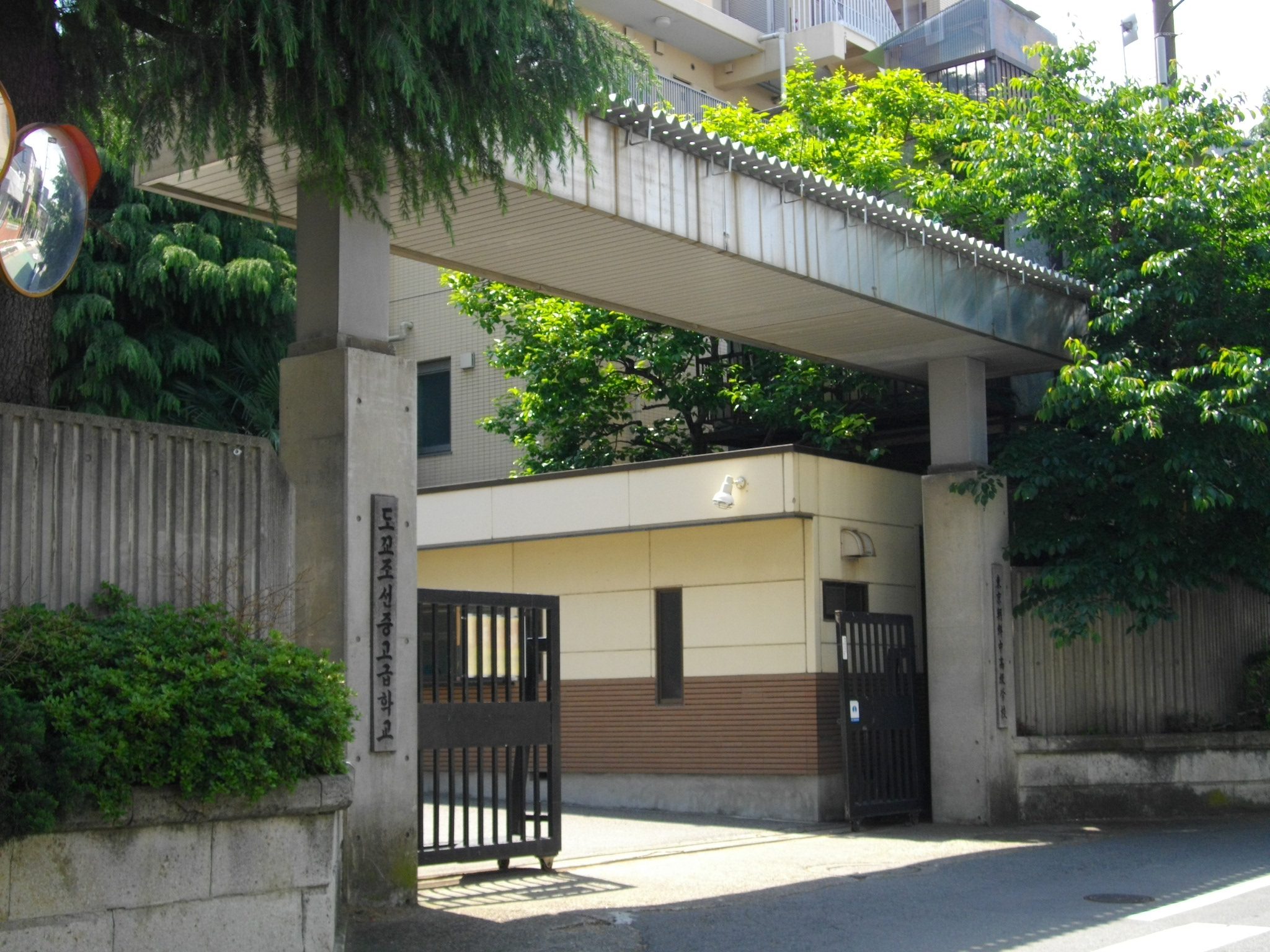
Entrada del Instituto Coreano de Tokio

Las escuelas fueron establecidas por coreanos que llegaron a Japón durante el período anterior a la Segunda Guerra Mundial y durante esta. Históricamente, el gobierno de Corea del Norte y Chongryon proporcionaron fondos para las escuelas de norcoreanas en Japón. Justin McCurry, de The Guardian, declaró que los japoneses políticamente conservadores se oponían a estas escuelas porque creían que "un grupo que proclama abiertamente su lealtad a un régimen hostil" no debería recibir el mismo trato que el sistema educativo tradicional japonés. Este estilo educativo recibió un apoyo cada vez mayor en las décadas de 1950 y 1960, ya que muchos coreanos en Japón se alinearon con Chongryon; en ese momento, Corea del Norte parecía tener buenas perspectivas económicas.
A partir de 2010 y en 2014, las crecientes tensiones entre los gobiernos de Japón y Corea del Norte hicieron que las ciudades y prefecturas japonesas pusieran fin a los subsidios a las escuelas norcoreanas. En el año fiscal de 2011, el gobierno de la prefectura de Osaka puso fin a los subsidios a una corporación educativa de Corea del Norte que opera diez escuelas.
El gobierno central japonés también tomó medidas contra estas escuelas. En 2010 impidió que las escuelas secundarias de Corea del Norte formaran parte de un programa de exención de matrícula gratuita. En febrero de 2013, citando el desarrollo del programa nuclear norcoreano y la falta de cooperación con respecto a los secuestros norcoreanos de ciudadanos japoneses, el gobierno nipón declaró oficialmente que las escuelas norcoreanas podrían no ser parte del programa de exención de matrícula.
La aprobación en enero de 2013 de la Resolución 2087 del Consejo de Seguridad de las Naciones Unidas, que aumentó las sanciones contra Corea del Norte, hizo que el apoyo del gobierno norcoreano a las escuelas se erosionara. Para 2014, la pérdida de fondos puso a muchas instituciones educativas norcoreanas en peligro financiero.

## Ideología en las escuelas
En 2014, el director del Instituto de Estudios Asiáticos Contemporáneos de la Universidad de Temple en Tokio, Robert Dujarric, declaró que el gobierno de Corea del Norte utiliza las escuelas alineadas como un medio para hacer propaganda, y el profesor de la Universidad de Takushoku, Hideshi Takesada, afirmó que las escuelas enseñan obediencia a Kim Jong Un y utilizan un plan de estudios "muy ideológico".
A partir de 2013, muchas escuelas utilizan su propio plan de estudios, distinto del de Corea del Norte. Los maestros de las instituciones educativas generalmente escriben sus propios libros de texto. Alrededor de 2003, muchas escuelas primarias y secundarias de Corea del Norte retiraron los retratos de la familia Kim Il-sung de las aulas, debido a la creencia de que tales retratos no eran apropiados para niños pequeños. En 2014, Kim Chol, director de una escuela primaria de Chongryon en Ikuno-ku, Osaka, declaró que la mayoría de las escuelas alineadas con Corea del Norte en Japón ya no muestran retratos de Kim Il Sung y Kim Jong Il porque buscan atraer a más estudiantes, además de que muchos padres tienen ideas políticas diferentes.